# Luzaide/Valcarlos
Luzaide/Valcarlos település Spanyolországban, Navarra autonóm közösségben. Luzaide/Valcarlos Arnéguy, Lasse, Banca, Auritz-Burguete, Orreaga-Roncesvalles és Orbaizeta községekkel határos. Lakosainak száma 309 fő (2024).

## Népesség
A település népessége az elmúlt években az alábbi módon változott:
| Lakosok száma | 466  | 443  | 423  | 418  | 410  | 380  | 390  | 329  | 320  | 309  |
|               | 2001 | 2004 | 2006 | 2009 | 2011 | 2014 | 2016 | 2019 | 2021 | 2024 |